# Trilogia de Berlim
Trilogia de Berlim, também conhecido como Trilogia Eletrônica, é o nome geralmente dado aos três álbuns de David Bowie produzidos com a colaboração de Brian Eno, entre 1977 e 1979: Low, "Heroes" e  Lodger. Todos gravados na época em que Bowie morava na cidade de Berlim, RFA.
Eles ficaram conhecidos como a Trilogia de Berlim, pois Bowie vivia em Berlim Ocidental na época de sua criação, pelo menos, parte deles foi gravado lá, e eles foram influenciados pela música nova da Alemanha que foi popular na época, mais notavelmente, o som dos pioneiros da pop electrónica Kraftwerk (que, na música "Trans-Europe Express ", mencionam na letra: " A partir de uma estação / de volta à Düsseldorf City / Encontrei Iggy Pop e David Bowie", como uma homenagem a dois artistas a trabalhar em Berlim). Os álbuns são experimentais e os dois primeiros na classificação particular estão entre os mais conceituais no catálogo de Bowie. Entre os estilos que mais tarde foram influenciados pelos álbuns destacam-se o new wave, pós-punk e música industrial. Os discos também foram fortemente influenciados pela cena do krautrock alemã da época, e por bandas como Harmonia e Kraftwerk, das quais Bowie se declarou fã.
| “ | "Eu era um grande fã do Kraftwerk, Cluster e Harmonia, e do primeiro álbum do Neu!, em particular, eu o achava gigantescamente maravilhoso. Olhando para isso em relação ao punk, eu não tinha absolutamente nenhuma dúvida que o futuro da música estava acontecendo, e para mim estava saindo da Alemanha ". | ” |

A exatidão do apelido de "Berlin Trilogy" é debatido, pois apenas "Heroes" foi totalmente gravado em Berlim, nenhuma das faixas de Lodger foram sequer gravadas na Alemanha (apenas na Suíça e em Nova Iorque), mesmo assim, o termo tem sido utilizado de forma recorrente pelo próprio Bowie para descrever os álbuns.
O crédito pela produção dos álbuns é ocasionalmente equivocada, dado a Brian Eno por causa de seu envolvimento com a trilogia e sua conhecida produção de trabalho com outros artistas na cena local da época. Embora Eno tenha participado em todos os três registros e co-escrito uma série de canções, todos os três álbuns foram de fato produzido por Bowie e Tony Visconti. A guitarra em "Heroes" foi feita por Robert Fripp e a de Lodger por Adrian Belew, estes dois guitarristas mais tarde formaram uma parceria em uma reformulação do King Crimson, que durou quase três décadas, esta experiência compartilhada com Bowie mais tarde os levou a tocar regularmente faixas de "'Heroes'" na turnê de 2000 do King Crimson.